# ミコラ・オレシチュク
ミコラ・ムィコラーヨヴィチ・オレシチュク（ウクライナ語: Микола Миколайович Олещук、1972年5月25日 - ）は、ウクライナの軍人。2021年8月9日から2024年8月30日までウクライナ空軍司令官を務めた。

## 経歴
2004年にハルキウ軍事大学、2010年にウクライナ国防大学校を卒業後、高射ミサイル旅団指揮官、空軍司令官副主席補佐官、東部航空軍団副官を歴任。
2021年8月9日にウォロディミル・ゼレンスキー大統領からウクライナ空軍司令官に任命された。ロシアによるウクライナ侵攻中の2024年8月26日、デンマークから供与されたF-16戦闘機の1機が迎撃戦闘中に墜落し、乗員1名が死亡する事案が発生、8月30日に解任理由は明らかにされていないがウクライナ大統領府からオレシチュクの空軍司令官解任が発表された。